# Hans Georg Pohl
Hans Georg Pohl (* 2. September 1852 in Falkenberg; † 8. November 1928 in Berlin) war Jurist und Mitglied des Deutschen Reichstags.

## Leben

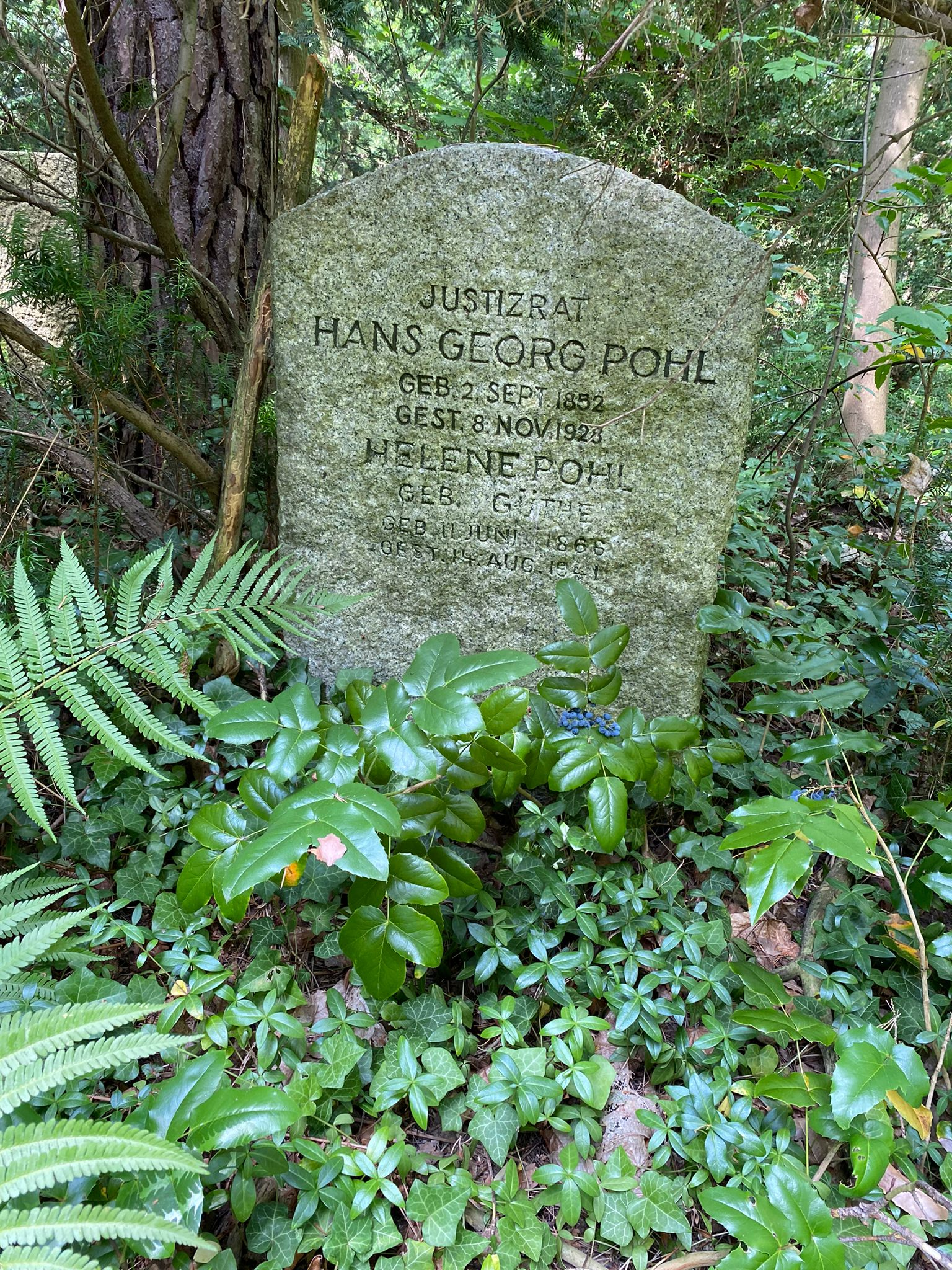
Grabstätte auf dem Südwestkirchhof Stahnsdorf

Pohl besuchte das Mathias-Gymnasium in Breslau und die Universitäten Breslau und Greifswald, wo er Rechtswissenschaften studierte. Während seines Studiums wurde er 1872 Mitglied der Burschenschaft Raczeks Breslau. Ab 1879 war er Gerichtsassessor, ab März 1880 Anwalt und ab 1889 auch Notar in Gleiwitz. Ab 1882 war er in der städtischen Verwaltung von Gleiwitz als Stadtrat und Stadtverordneter tätig.
Von Dezember 1902 bis 1907 war er Mitglied des Deutschen Reichstags für den Wahlkreis Liegnitz 6 (Liegnitz, Goldberg-Haynau) und die Freisinnige Volkspartei. Zwischen 1913 und 1918 war er auch Mitglied des Preußischen Abgeordnetenhauses.
Die Grabstätte Hans Georg Pohls befindet sich auf dem Südwestkirchhof Stahnsdorf. 